# Ford LTD (1979–1982)
Der Ford LTD der Modelljahre 1979 bis 1982 ist ein Pkw des US-amerikanischen Automobilherstellers Ford, der als Zwei-, Vier- und Fünftürer in verschiedenen Ausstattungslinien angeboten wurde. Die Autos dieser Jahre werden vielfach als vierte Generation von Fords LTD-Reihe angesehen. Sie basieren auf Fords neu konstruierter Panther-Plattform und sind kleiner und leichter als die unmittelbaren Vorgänger; mit ihnen setzte Ford den in den späten 1970er-Jahren verbreiteten Downsizing-Prozess erstmals im Full-Size-Segment um. Ungeachtet dessen war der LTD auch zu dieser Zeit der größte und schwerste Pkw der Marke Ford. Das änderte sich erst mit der nachfolgenden LTD-Generation.

## Überblick

### Entstehungsgeschichte
Die Bezeichnung „LTD“ kam 1965 ins Ford-Programm. Zunächst stand sie für ein besonders hochwertiges Ausstattungspaket, das für das Spitzenmodell Galaxie gegen Aufpreis erhältlich war. 1967 wurde der LTD zu einem eigenständigen Modell, das in mehreren Generationen gebaut wurde.

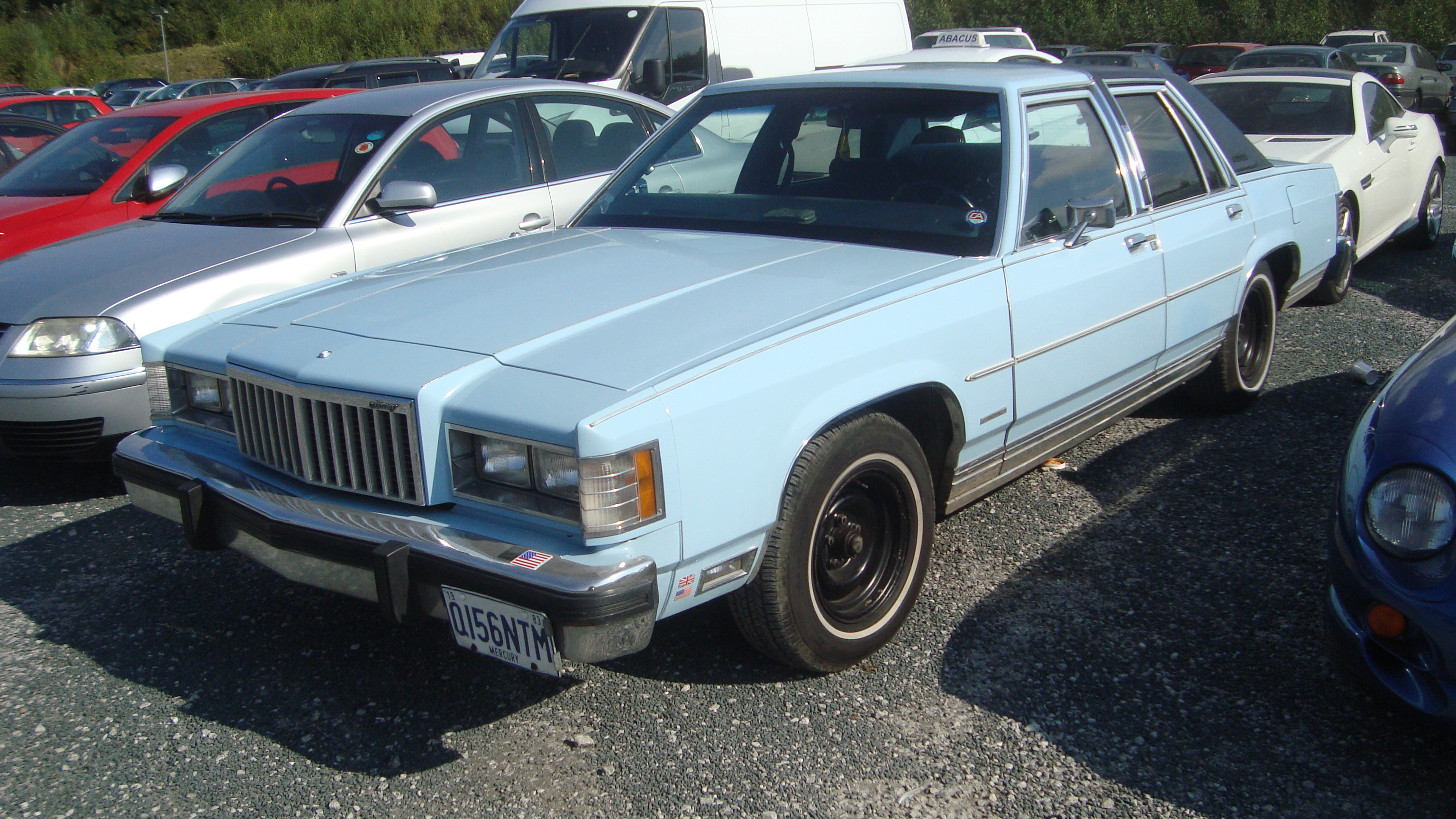
Schwestermodell: Mercury Marquis

Die Produktion der dritten, 1973 eingeführten LTD-Generation fiel in die Zeit wirtschaftlicher Umbrüche. Die Ölpreiskrise von 1973 führte unter anderem zu einem starken Anstieg der Treibstoffpreise, die den Betrieb großer, schwerer Straßenkreuzer wie des LTD unwirtschaftlich machten. Die US-amerikanische Regierung reagierte darauf mit der Einführung von Bestimmungen zur Begrenzung des Flottenverbrauchs, die die Hersteller zwangen, verbrauchsgünstigere und damit kleinere Modelle einzuführen. Der Ford-Konzern entwickelte als Reaktion auf die Ölkrise für die Full-Size-Fahrzeuge die neue Panther-Plattform, die die Grundlage für die 1979 eingeführte vierte Generation des LTD bildete. Zur gleichen Zeit debütierte bei Mercury das Schwestermodell Marquis; Fords Spitzenmarke Lincoln zog 1980 mit einer neuen Generation des Continental sowie dem Continental Mark VI nach, die seinerseits mit dem LTD eng verwandt waren. Eine widersprüchliche Konsequenz des Downsizing beim LTD war, dass der ursprünglich als Mittelklassemodell entwickelte Ford LTD II nun größer war als das Spitzenmodell LTD.
Zum Modelljahr 1983 strukturierte Ford die Modellpalette neu, die an mehreren Stellen mit Badge Shifting verbunden war: Der für Full-Size-Modelle etablierte Begriff LTD wurde in diesem Jahr auf den neu vorgestellten Nachfolger des nordamerikanischen Granada übertragen, sodass der LTD der Modelljahre 1983 bis 1986 ein Intermediate-Modell war. Der vorherige, 1979 vorgestellte LTD wurde daneben unverändert weiterproduziert, hieß künftig allerdings LTD Crown Victoria.

### Konkurrenten
Wesentlichster Konkurrent des LTD auf dem US-amerikanischen Markt waren die Zwillingsmodelle Chevrolet Caprice und Chevrolet Impala von General Motors. Beide waren mehr als ein Jahr vor dem LTD auf den Markt gekommen. Caprice und Impala zusammen erreichten annähernd doppelt so hohe Produktionszahlen wie der Ford LTD. Der Chrysler-Konzern hatte im gleichen Segment verschiedene Modelle der R-Plattform im Programm (v. a. Chrysler Newport und Dodge St. Regis). Sie waren technisch veraltet und qualitativ mangelhaft und blieben im Absatz weit hinter dem Ford LTD zurück.

## Modellbeschreibung

### Rahmen und Fahrwerk
Wie beim Vorgängermodell verzichtete Ford auch bei dieser LTD-Generation auf eine selbsttragende Karosserie und verwendete stattdessen wie bisher einen Kastenrahmen. Ford stellte die Verwendung eines separaten Rahmens in der Werbung als bestes Mittel dar, um Straßeneinflüsse herauszufiltern und den Fahrkomfort für die Passagiere zu erhöhen; Kritiker wiesen dagegen darauf hin, dass ein Fahrzeug mit separatem Fahrgestell vor allem kostengünstiger zu konstruieren und einfacher zu modifizieren sei.
Grundlage des Ford LTD der vierten Generation ist ein neu konstruierter Kastenrahmen mit Traversen, der auch bei den Schwestermodellen von Mercury und – hier allerdings verlängert – bei Lincoln verwendet wird. Vorn sind obere und untere Trapez-Dreiecksquerlenker mit Schraubenfedern eingebaut, hinten eine Starrachse mit unteren Längslenkern, oberen Schräglenkern und Schraubenfedern.

### Karosserie
Der Ford LTD hat eine Karosserie aus gepresstem Stahlblech. Sie wurde völlig neu entworfen und stimmt nahezu vollständig mit der des zeitgenössischen Mercury Marquis überein. Stilistische Ähnlichkeiten zum baugleichen Lincoln Continental gibt es hingegen nicht: Das teure Spitzenmodell hat keine äußeren Blechteile, die mit denen des LTD austauschbar sind.
Der Aufbau des LTD wird als scharfkantig gestaltet beschrieben: Die Karosserie hat glatte Flächen und deutliche Winkel; Rundungen, die das Vorgängermodell kennzeichneten, fehlen beim LTD der vierten Generation. Die einzelnen Ausstattungsversionen hatten eigenständige Frontmasken: Bei den Basisversionen kommen viereckige Einzelscheinwerfer zum Einsatz; die Blinkleuchten befinden sich hier – wie beim Mercury Marquis – seitlich in den Ausläufern der vorderen Kotflügel. Die hochwertigen Versionen haben dagegen vordere Doppelscheinwerfer mit Blinkern, die waagerecht unter ihnen angeordnet sind. Ford behauptete, die Karosserie des LTD etwa 270 Stunden in Windkanaltests optimiert zu haben.
Der LTD der vierten Generation war in drei Karosserieversionen erhältlich:
- als viertürige Stufenhecklimousine (Pillared Hardtop Sedan)
- als zweitüriges Stufenheckcoupé (Pillared Hardtop Coupé)
- als fünftüriger Kombi (Country Squire).

Alle Karosserieversionen haben eine B-Säule. Je nach Ausstattungsvariante waren Vinylbezüge für das Dach bzw. für Teile des Dachs erhältlich.

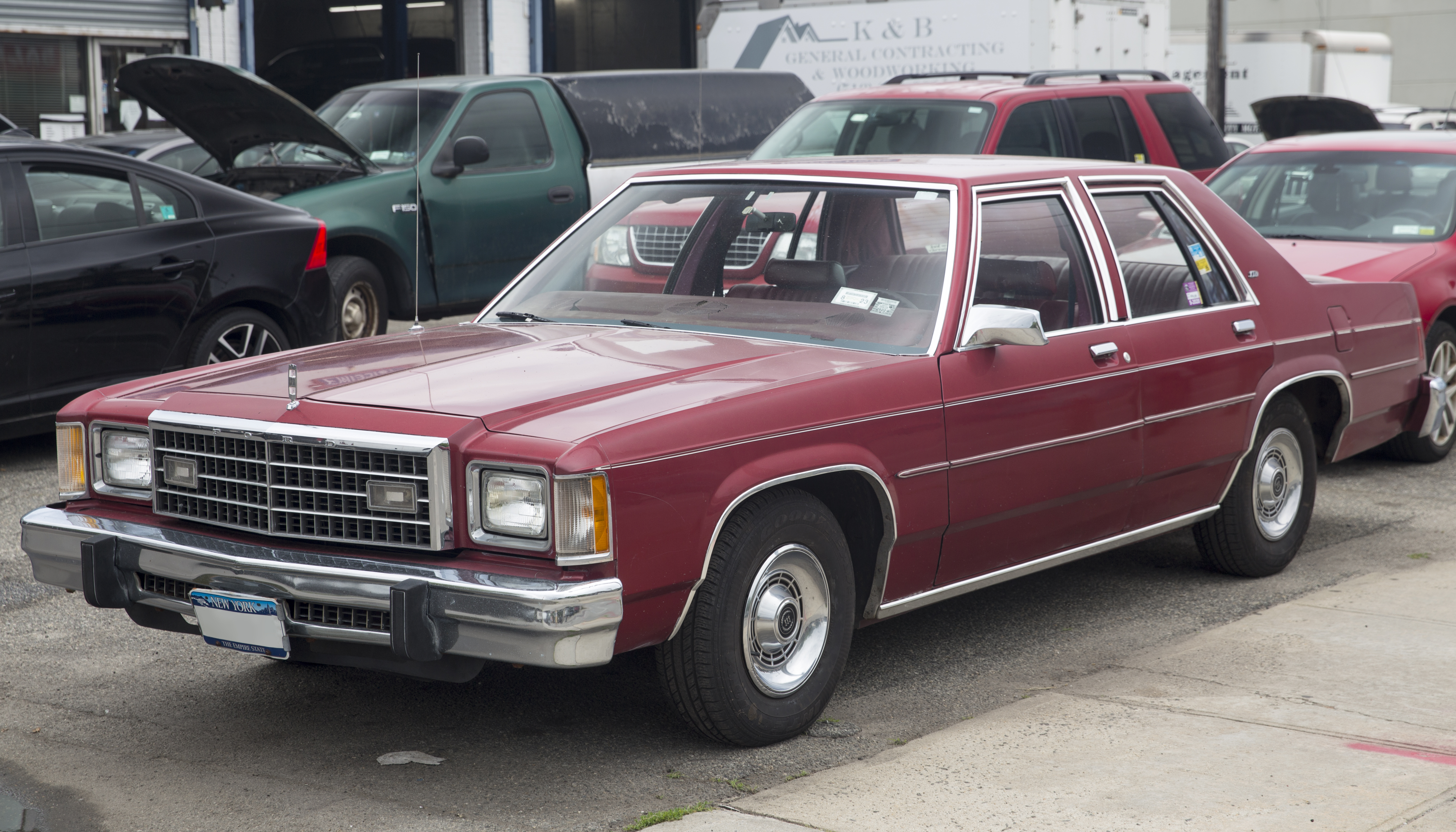
Basis-LTD mit einfachen Scheinwerfern
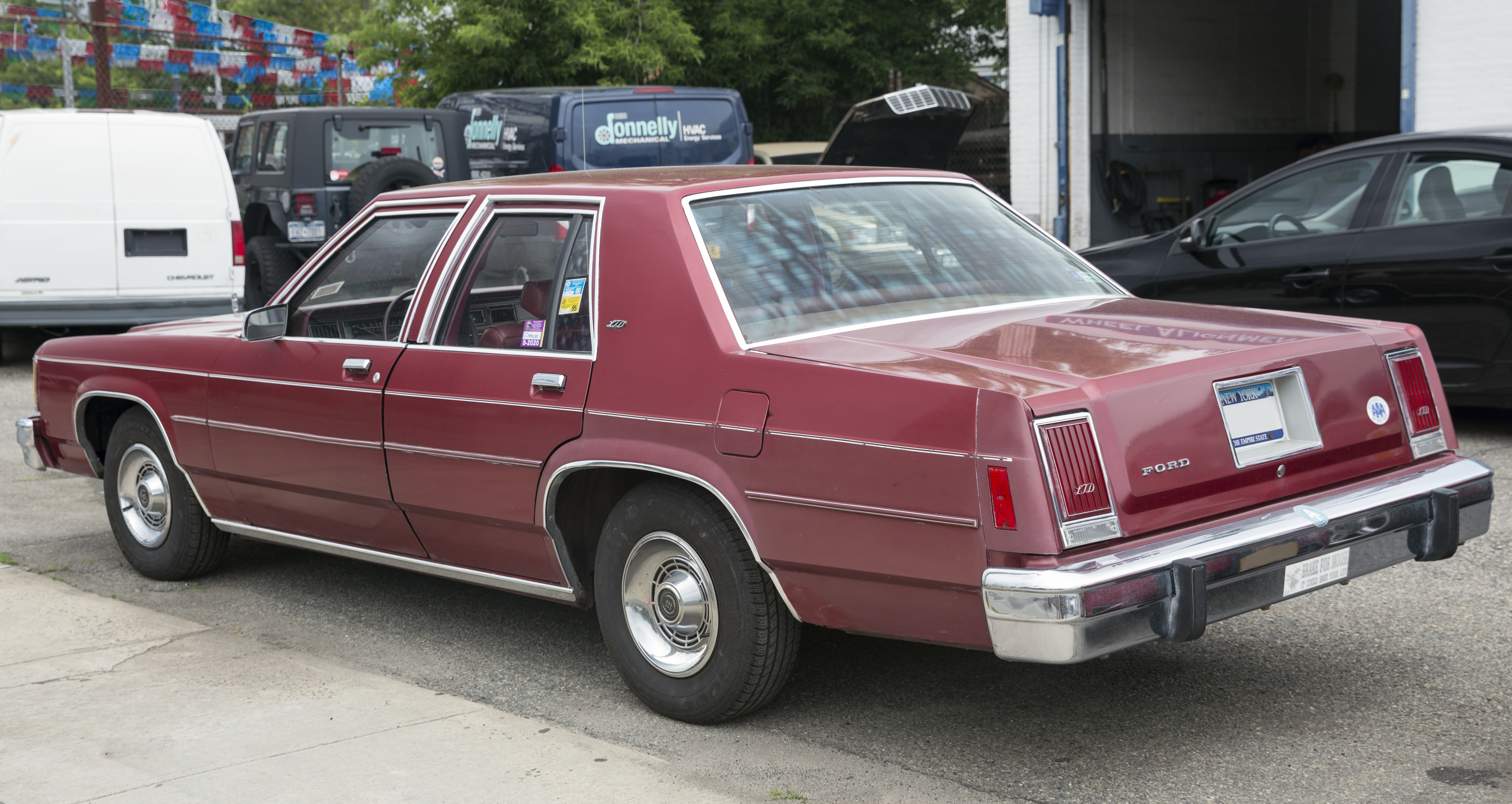
Heckpartie (1979)
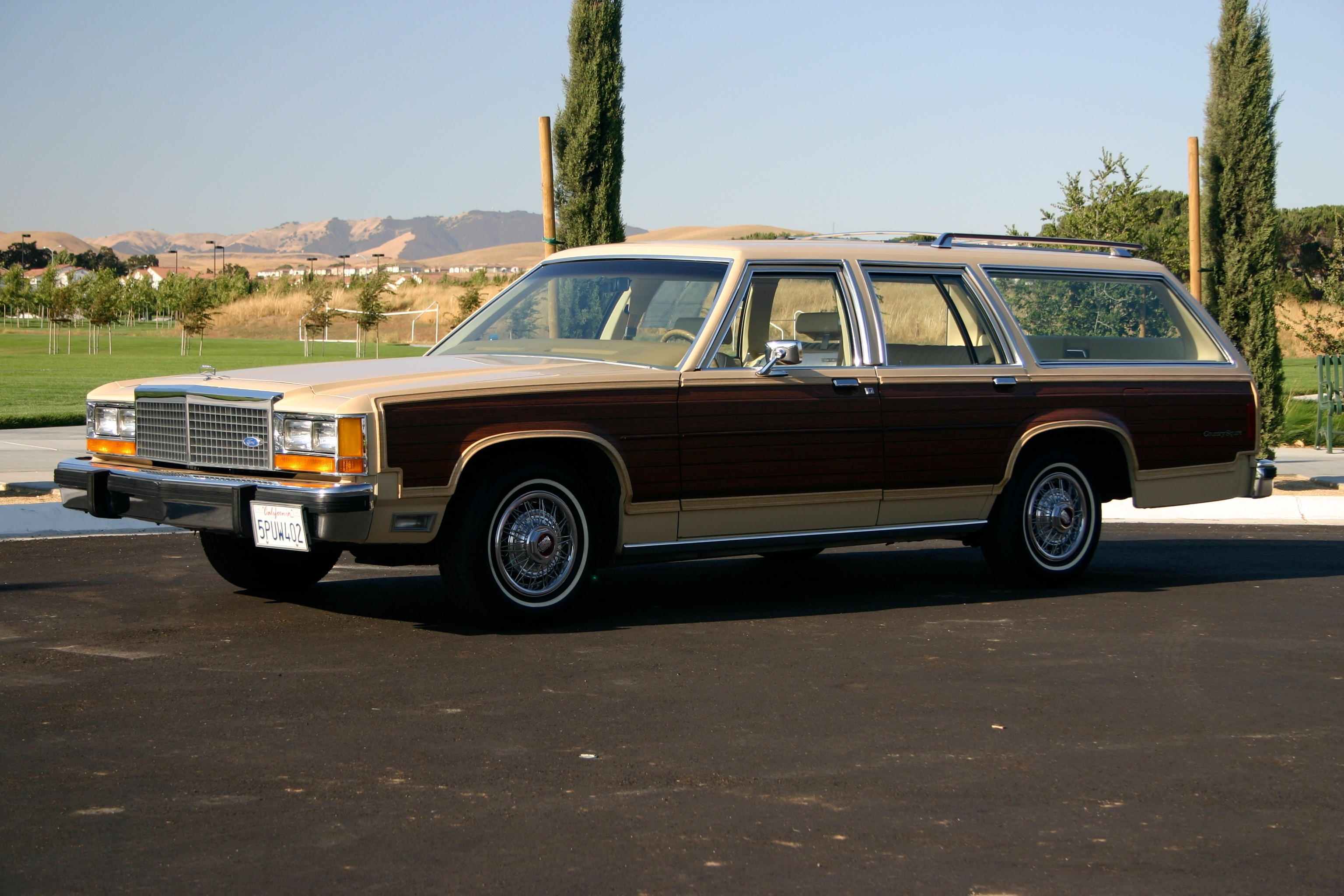
Kombiversion: Ford LTD Country Squire

### Motorisierung und Kraftübertragung
Die Ford LTD der vierten Generation wurden von Achtzylinder-V-Motoren angetrieben. Im Programm standen drei verschiedene Varianten von Fords Windsor-Reihe mit 4,2, 5,0 und 5,8 Liter Hubraum. Die 4,2 Liter große Variante wurde zum Modelljahr 1981 ins Programm genommen, um den Vorgaben zum Flottenverbrauch gerecht zu werden. Mit dem lediglich 122 bzw. 124 PS starken Achtzylinder erreichte der LTD nur schwache Fahrleistungen. Im letzten Modelljahr entfiel die 5,8-Liter-Version.
| Übersicht über die Motorisierungen                              |                |      |      |      |      |      |
| Achtzylinder-V-Ottomotoren                                      |                |      |      |      |      |      |
| Hubraum                                                         | cui            | 255  | 255  | 301  | 352  | 352  |
| Hubraum                                                         | cm³            | 4183 | 4183 | 4942 | 5766 | 5766 |
| Leistung                                                        | SAE-PS (netto) | 122  | 124  | 131  | 140  | 147  |
| Modelljahr                                                      | 1979           |      |      | S    | O    | –    |
| Modelljahr                                                      | 1980           | –    | –    | S    | O    | –    |
| Modelljahr                                                      | 1981           | S    | –    | O    | –    | O    |
| Modelljahr                                                      | 1982           | –    | S    | O    | –    | –    |
| S = Serienausstattung; O = aufpreispflichtige Wunschausstattung |                |      |      |      |      |      |

### Abmessungen und Gewicht
Der LTD der vierten Generation brachte eine erhebliche Reduzierung von Abmessungen und Gewicht. In den Stufenheckversionen war neue LTD 383 mm kürzer als sein unmittelbarer Vorgänger; der Radstand war 163 mm kürzer. Je nach Motorisierung sank das Leergewicht im Vergleich zum 1978er Ford LTD um über 300 kg. Mit der Verringerung der Außenabmessungen war keine Reduzierung des Platzangebots im Innern verbunden: Der LTD der vierten Generation bot mehr Kopf- und Beinfreiheit sowie Innenbreite als sein Vorgänger.

## Ausstattungslinien
Im ersten Modelljahr war der LTD in zwei Ausstattungslinien erhältlich: als Basis-LTD (ohne Namenszusatz in der Modellbezeichnung) und als höherwertiger LTD Landau.
Ab 1980 wurde die LTD-Reihe in drei Varianten aufgegliedert:
- Basismodell war der LTD S, der mit sehr einfacher Ausstattung dem letztjährigen Basis-LTD entsprach; er war vor allem für Flottenbetreiber wie Behörden und Mietwagenunternehmen gedacht.
- Der LTD ohne Namenszusatz wurde 1980 zur mittleren Modellreihe. Er erhielt einige zusätzliche Ausstattungsdetails wie Holzimitate im Innenraum, elektrisch verstellbare Spiegel auf Fahrerseite und vordere Doppelscheinwerfer.
- Die höchste Ausstattungslinie war der LTD Crown Victoria; er ersetzte den bisherigen LTD Landau.[10] Ab 1983 wurde der Begriff Crown Victoria für die gesamte Baureihe verwendet.

## Produktion
Der Ford LTD wurde in den Fords Produktionsanlagen in Louisville, Kentucky, Hapeville, Georgia, und Oakville, Ontario, gebaut.
Im ersten Modelljahr übertraf die Produktion mit mehr als 350.000 Autos den Ausstoß der letztjährigen großen LTD deutlich. Im Modelljahr 1980 brach die Fertigung um mehr als 50 Prozent ein. Wesentliche Ursache hierfür war die Zweite Ölpreiskrise 1979, die eine unmittelbare Folge der Islamischen Revolution im Iran war und wie schon 1973 zu einem starken Anstieg der Treibstoffpreise führte. Das hatte Auswirkungen auf die US-amerikanische Wirtschaft insgesamt und auf den Absatz aller großen US-amerikanischen Autos im Besonderen. 1981 und 1982 blieb die Produktion auf anhaltend niedrigem Niveau.
| Produktionszahlen |                |        |           |        |         |
| Karosserieform    | Karosserieform | Coupé  | Limousine | Kombi  | Summe   |
| Modelljahr        | 1979           | 96.319 | 192.329   | 67.887 | 356.535 |
| Modelljahr        | 1980           | 23.611 | 92.875    | 25.076 | 141.562 |
| Modelljahr        | 1981           | 17.340 | 92.561    | 22.462 | 132.363 |
| Modelljahr        | 1982           | 12.797 | 93.363    | 21.893 | 128.053 |

## Der Ford LTD in Deutschland
Ende der 1970er-Jahre und bis mindestens 1980 wurde die LTD-Baureihe kurzzeitig durch die Ford-Werke AG Köln über interessierte Händler auch in der Bundesrepublik Deutschland vertrieben. So wurden für das Modelljahr 1981 die vier- und fünftürigen Varianten mit dem 4942-cm3-Motor mit hier 101 kW (137 PS; 135 hp) bei 3600/min angeboten und eine Höchstgeschwindigkeit von 167 km/h versprochen. Hervorgehoben wurde der Luxus einer geteilten vorderen Sitzbank und beim Kombi ein Laderaumvolumen von bis zu 2534 Litern, das nicht einmal etwa der Minivan Ford Galaxy 2020 mit seinen 2340 Litern erreicht.